# جامعة تافتس
جامعة تافتس (بالإنجليزية: Tufts University)، هي جامعة خاصة للأبحاث تقع في مدينتي ميدفورد وسومرفيل بولاية ماساتشوستس الأمريكية، وتضم مرافق إضافية في كلٍ من بوسطن وغرافتون، بالإضافة إلى فرع دولي في تالوار، فرنسا. كما تدير الجامعة عدة برامج دكتوراه في العلاج الطبيعي في مدن بوسطن وفينيكس وسياتل. تأسست الجامعة عام 1852 باسم "كلية تافتس" على يد جماعة من المسيحيين الشموليين الذين سَعوا إلى إنشاء مؤسسة تعليم عالٍ غير طائفية. وظلت الكلية مؤسسة صغيرة للفنون الحرة حتى سبعينيات القرن العشرين، حين بدأت تتحول إلى جامعة بحثية كبرى تمنح درجات الدكتوراه في تخصصات متعددة. وتُعرف رسميًا باسم "أمناء كلية تافتس".
تقدم الجامعة أكثر من 90 برنامجًا لمرحلة البكالوريوس و160 برنامجًا للدراسات العليا عبر عشر كليات تقع في منطقة بوسطن الكبرى وتالوار بفرنسا. وتضم "كلية فليتشر للقانون والدبلوماسية"، وهي أقدم كلية دراسات عليا للعلاقات الدولية في الولايات المتحدة. تُعد كلية الفنون والعلوم الأكبر من بين كليات الجامعة، وتشمل "كلية الدراسات العليا للفنون والعلوم" و"كلية متحف الفنون الجميلة بجامعة تافتس" المرتبطة بمتحف الفنون الجميلة في بوسطن. أما كلية الهندسة فتُعرف بتركيزها على ريادة الأعمال من خلال "معهد جوردون"، وتحافظ على ارتباط وثيق بتاريخ الكلية الأصلي. وتصنف الجامعة ضمن فئة "جامعات الدكتوراه – نشاط بحثي مرتفع جدًا (R1)"، كما أنها عضو في "رابطة الجامعات الأمريكية".
يمتد الحرم الجامعي في وسط مدينة بوسطن ليشمل كليات الطب وطب الأسنان والتغذية، وكلية الدراسات العليا للعلوم الطبية الحيوية، وجميعها مرتبطة بعدد من المراكز الطبية في المنطقة. وتقدم الجامعة برامج درجات جامعية مشتركة بالتعاون مع معهد نيو إنجلاند الموسيقي، وكلية أوروبا، ومعهد الدراسات السياسية في باريس.

## التاريخ
أسست كلية تافتس في عام 1852 بعدما وهب تشارلس تافتس الأرض للكلية على تل عالي في منطقة والنوت هيل في مدينة بوسطن. أصبحت كلية تافتس جامعة للبحث الدولي في السبعينات على يد رئيسها جين ماير.
تتكوّن الجامعة من 10 كليات تدرس عدة تخصصات من ضمنها برنامجين لشهادة باكالوريوس وثمانية برامج دراسات عليا. لدى الجامعة أربعة فروع في بوسطن وفرع شرق فرنسا.من مميزات الجامعة التركيز على الخدمة الاجتماعية ولديها شهرة عالمية وبرامج دراسية في بلدان أخرى.
في 2008 بلغ عدد الطلاب في الجامعة 5,016 في برنامجي الباكالوريوس و4،773 في البرامج الدراسات العليا. وبلغ عدد الأساتذة 1,210.
لوني الجامعة الرسمين بنّيّ وأزرق، وحيوانها الرسميّ هو الفيل المسمى جومبو.

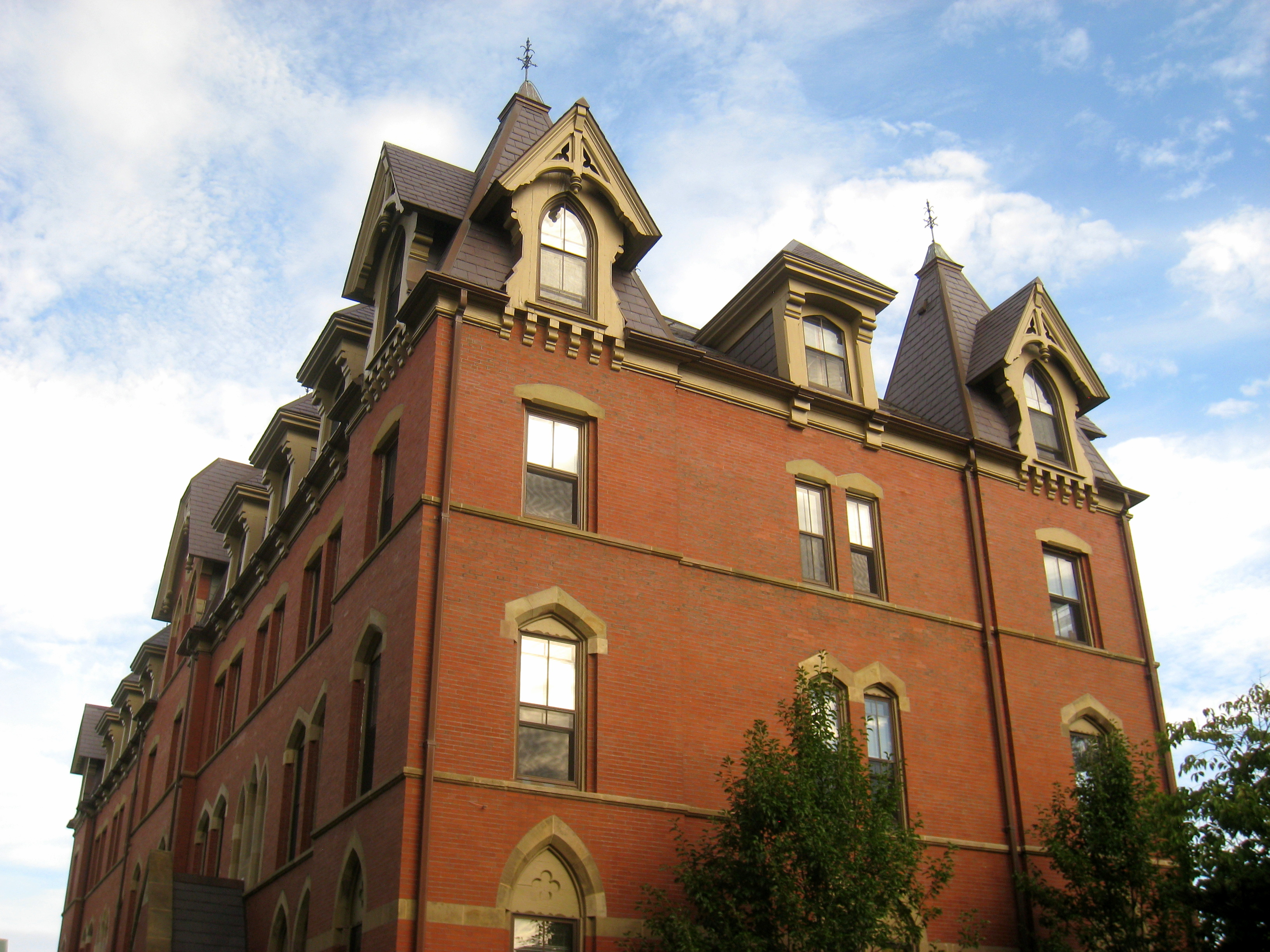
القاعة الغربية في حرم الجامعة

## وصلات خارجية
- الموقع الرسمي